# Fritillaria verticillata
Fritillaria verticillata är en liljeväxtart som beskrevs av Carl Ludwig von Willdenow. Fritillaria verticillata ingår i Klockliljesläktet och i familjen liljeväxter. Inga underarter finns listade.

## Bildgalleri

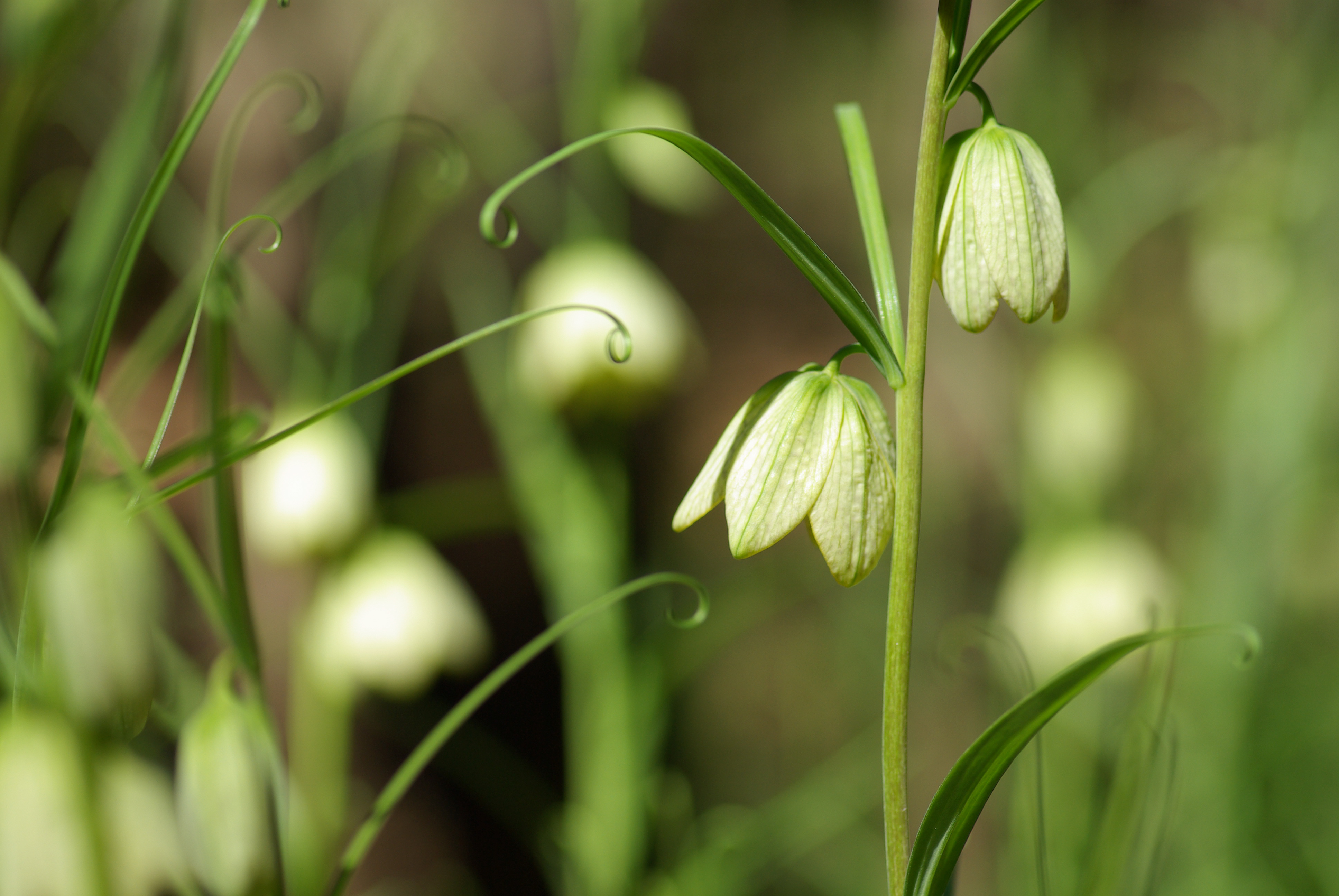